# おねがい鋼鉄ビンタ
おねがい鋼鉄ビンタ（おねがいこうてつびんた）は日本の演劇ユニット。2010年8月、夢知無恥ぷれぜんつの公演に出演していた若手メンバーで結成。元ピン芸人で現放送作家の開沼豊が主に作・演出を務め、役者、タレント、お笑い芸人というバラエティ豊かなメンバーの個性を生かしたコメディを得意とする。

## メンバー
- 開沼豊
- 岡部直弥
- 小山圭太
- 斎藤さん
- 立村彩子
- 根本暢人
- 春馬ゆかり
- 森下和
- 門手栗人
- ヨディ

## 旧メンバー
- 沖田愛
- まどか

## 公演
- 「妖怪大迷惑」  （2010年8月21日~22日 しもきた空間リバティ）
- 「Let'sヨウソロ！」  （2011年1月14日~16日 小劇場楽園）
- 「ONE ROOM×同居可」  （2011年9月14日~18日 小劇場楽園）
- 「スタンドイン」  （2012年2月8日~12日 新宿サニーサイドシアター）
- 「Re:サービス」  （2012年6月5日~10日 劇場MOMO）
- 「幸町ポータブルランド」  （2012年9月25日~30日 OFF・OFFシアター）
- 「時空堂」  （2013年4月10日~14日 劇場MOMO）
- 「コップの中の嵐」  （2013年9月11日~16日 シアターブラッツ）